# Johann Budig
Johann Budig (1. května 1832 Moravská Třebová – 8. října 1915 Svitavy) byl rakouský podnikatel a politik německé národnosti působící na Moravě, od 70. let 19. století poslanec Říšské rady.

## Biografie
Narodil se v Moravské Třebové. Vystudoval školu v Litomyšli a práva na Vídeňské univerzitě. Profesně se ale potom věnoval podnikání. V roce 1866 se přestěhoval do Svitav. Zde založil bavlnářskou firmu Budig & Co., později Johann Budig & Söhne. Vystavěl tam přádelnu a tkalcovnu s více než stovkou zaměstnanců. Roku 1874 se zasadil o zřízení státní tabákové továrny ve Svitavách. Byl aktivní v komunální politice. Od roku 1860 zasedal v obecní radě. V období let 1879–1884 a 1894–1902 zastával post starosty Svitav. Jako starosta získal finanční podporu od amerického Němce a svitavského rodáka Oswalda Ottendorfera. Díky jeho daru z roku 1883 mohla vzniknout městská nemocnice. Jako podnikatel prováděl Budig i soukromé investice ve Svitavách. Postavil elektrárnu, kterou roku 1911 věnoval obci. V roce 1896 přestavěl hotel Zur Goldene Krone na hotel Stadthof.
V 70. letech 19. století se zapojil i do celostátní politiky. V doplňovacích volbách v roce 1876 byl zvolen do Říšské rady (celostátní zákonodárný sbor) za městskou kurii, obvod Moravská Třebová, Svitavy, Úsov atd. Slib složil 19. října 1876. Mandát obhájil za týž obvod i ve volbách do Říšské rady roku 1879. K roku 1879 se profesně uvádí jako továrník ve Svitavách.
V parlamentu zpočátku patřil ke konzervativcům, později se přikláněl k umírněné liberální levici (Ústavní strana). Na Říšské radě se v říjnu 1879 uvádí jako člen mladoněmeckého Klubu sjednocené Pokrokové strany (Club der vereinigten Fortschrittspartei). Z celostátní politiky odešel ze zdravotních důvodů roku 1885.
Zemřel v říjnu 1915 a řízení textilní firmy ve Svitavách převzali jeho synové Maximilian Budig (narozen 1864, rovněž aktivní v politice) a Friedrich Budig.